# 이스의 위대한 종족
이스의 위대한 종족(Great Race of Yith)는 하워드 필립스 러브크래프트의 크툴후 신화에 등장하는 지성적이고, 초자연적인 힘을 사용하는 외계의 종족이다. 자신들의 행성이 파괴되면서 정신을 지구의 생명체로 옮겨 탈출하는 데 성공했다. 나는 폴립들이 5천만 년 전 이스의 위대한 종족의 문명을 파괴할 때까지 약 2억년간 지구에 살았다.
지구에서는 큰 원뿔 모양의 집게발이 달린 갑각류의 형태를 하고 있었다. 이 생명체에서 저 생명체로 정신을 옮기며 계속 존재할 수 있는 이 고등한 종족은 다른 시대의 생물체와 몸을 바꾸면서 시간을 거스를 수 있는데. 이 방법으로 인간들의 문화, 과학, 비술 등에 대한 호기심을 충족시켰다.
이들은 자신들의 역사를 기록한 <프나코틱 사본>을 남겼다.
이스의 위대한 종족은 러브크래프트의 <시간을 벗어난 그림자(The Shadow Out of Time)>에 기술되어 있다.